# Aetokremnos
Aetokremnos is een rotsachtige grot nabij Limasol op de zuidkust van Cyprus, waar de oudste archeologische site op Cyprus is gevonden.
Het is gelegen op een steile klip op circa 40 meter boven de Middellandse Zee. De naam betekent in het Grieks "Klip van de gieren". Tot nu toe is er ca. 40 m² van de site opgegraven.
Van de vier gevonden lagen leverde de derde niets op. De site gaf zowel beenderen van de voor een eiland typerende dwergzoogdieren, zoals het Cypriotische dwergnijlpaard (Hippopotamus minor) en de Cypriotische dwergolifant (Elephas cypriotes) als artefacten (circa 1000 vuurstenen, waaronder schrabbers van een epipaleolithisch type). Er zijn geen beenderen met sporen van slachting, maar een ongebruikelijk hoog aantal van verbrande beenderen (30%). Dwergnijlpaarden maken circa 74% uit van alle beenderen, gevolgd door vissen (25%) en vogels, hoofdzakelijk buizerds. De dwergolifanten zijn betrekkelijk zeldzaam (3 exemplaren). De aanwezigheid van damherten (4 beenderen) en het varken (13 beenderen) zijn verwarrend, aangezien deze dieren werden verondersteld pas in de Prekeramisch Neolithicum B-periode te zijn geïntroduceerd.
Volgens de archeologen werden restanten van vuren gevonden in dezelfde laag welke ook de beenderen van de uitgestorven megafauna bevatte. Dit zou dan het oudste bewijs van menselijke aanwezigheid op Cyprus zijn en getuigen van een epipaleolithische nederzetting. 31 C14-dateringen dateren de beenderen met een grote interne consistentie rond 10.500 v.Chr. en bestempelen het als een kortstondige nederzetting.
Er zijn op het eiland ook andere plaatsen waar men beenderen van dwergolifanten en -nijlpaarden heeft gevonden, maar deze werden niet in de buurt van artefacten gevonden.
- Gemeinsame Normdatei: 4566683-0
- Library of Congress Control Number: sh99004778
- Nationale Bibliotheek van Israël: 987007539766905171
- Virtual International Authority File: 244735210